# Roquissar d'en Sala
El Roquissar d'en Sala és una muntanya de 283 metres que es troba al municipi de Calonge, a la comarca catalana del Baix Empordà.